# Espen Daland
Espen Daland (14 maggio 1974) è un ex calciatore norvegese, di ruolo attaccante.

## Carriera

### Club
Daland esordì nell'Eliteserien con la maglia dello Start. Il 2 maggio 1993, infatti, fu schierato titolare nella vittoria per 3-0 sul Kongsvinger.

### Nazionale
Daland fu tra i convocati per il mondiale Under-20 1993.